# Cunobelino
Cunobelino (anche Kynobellinus, in greco Κυνοβελλίνος?, a volte abbreviato in Cunobelin; tardo I secolo a.C. – 41/42 d.C.) è stato un principe britanno, sovrano della Britannia prima della conquista romana, menzionato da autori romani come Svetonio e Cassio Dione.

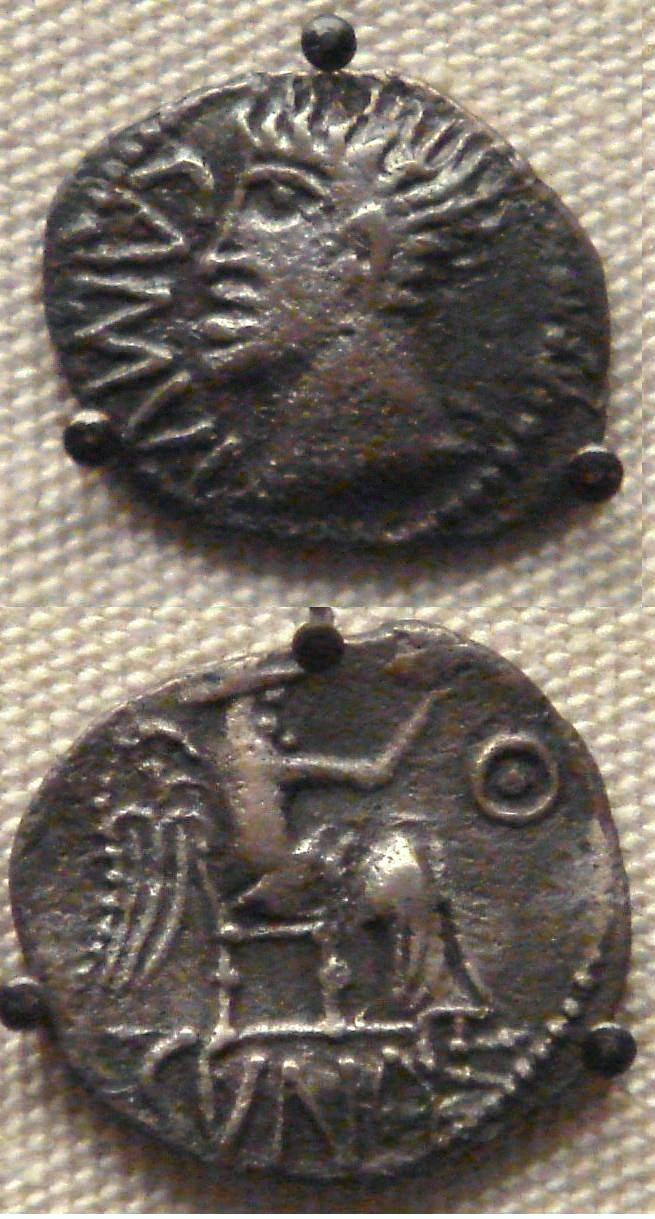
Monetazione di Cunobelino.

Di lui restano anche molte monete. Sembra aver controllato un'ampia porzione dell'Inghilterra sud-orientale e per questa ragione fu chiamato "Britannorum rex" (cioè "re dei britanni") da Svetonio. Compare anche nelle leggende come Cynfelyn, Kymbelinus o Cymbeline, figura da cui William Shakespeare trasse ispirazione per l'omonimo Cymbeline. Il suo nome significa "segugio del dio Beleno" o "segugio lucente".

## Storia
Da evidenze numismatiche Cunobelino sembra aver preso il potere nel 9 d.C. e aver battuto moneta sia da Camulodunum (Colchester, capitale dei Trinovanti) sia da Verulamium (St Albans, capitale dei Catuvellauni). Alcune delle monete provenienti da Verulamium lo definiscono figlio di Tasciovano, precedente re dei catuvellauni. Diversamente che nelle monete paterne, nelle sue non compare nulla che possa far pensare alla presenza di co-reggenti. Appare comunque chiaro dalle prime emissioni monetarie che egli prese dapprima il potere a Camulodunum, anche perché i simboli indicano chiaramente una qualche vittoria militare.
Sembra aver avuto buoni rapporti con l'Impero romano. Evidenze numismatiche e archeologiche mostrano come il suo regno prosperò e divenne molto ricco, anche grazie all'aumento dei commerci con l'Italia, la Gallia e la Spagna. Fu probabilmente uno dei tre sovrani britannici che, stando a Strabone, si recarono come ambasciatori.
Cunobelino ebbe tre figli (Adminio, Togodumno e Carataco) e un fratello, Epaticco, che negli anni venti del I secolo d.C. espanse i suoi domini a ovest, a danno degli atrebati, arrivando a conquistare la capitale atrebata di Calleva (Silchester) attorno al 25 d.C. Continuò poi le sue campagne di conquista fino alla morte (ca. 35), quando Carataco prese il potere e gli atrebati riconquistarono parte delle loro terre perdute. 

Monete di Cunobelino

Adminio, a giudicare dalle sue monete, a quel tempo controllava il Kent. Secondo Svetonio, attorno al 40 fu bandito dal padre dalla Britannia, rifugiandosi presso l'imperatore Caligola, che preparò quindi un'invasione dell'isola, che però fallì.
Cunobelino morì prima del 43. Carataco sottomise definitivamente gli atrebati e allora il loro re, Verica, fuggì a Roma presso l'imperatore Claudio, che colse subito l'occasione per invadere la Britannia. Carataco e Togodumno guidarono la resistenza. Cassio Dione ci dice che la tribù dei "Bodunni", tributaria dei catuvellauni, si schierò dalla parte dei romani. È probabile che si sia trattato dei dobunni di Gloucestershire: se è così, allora vuol dire che l'egemonia di Cunobelino si sarebbe estesa anche alla parte occidentale dell'isola.
Sulla base di evidenze epigrafiche, qualche studioso ha ipotizzato che Sallustio Lucullo, governatore della Britannia nel tardo I secolo, fosse nipote di Cunobelino.

## Leggenda e letteratura
Anche la figura storica di Cunobelino venne trasfigurata dalla leggenda. Una genealogia conservata nel manoscritto medievale gallese Harleian 3859 riporta "Caratauc map Cinbelin map Teuhant", che equivale a "Carataco, figlio di Cunobelino, figlio di Tasciovano": questa mette dunque in corretto ordine tre figure storiche, nonostante l'errato contesto e il fatto che il cambiamento linguistico suggerisca una lunga tradizione orale. La genealogia contiene poi una sequenza di imperatori romani e due figure della mitologia gallese, Guidgen (Gwydion) e Lou (Lleu).
Compare nella Historia Regum Britanniae di Goffredo di Monmouth (1136) Kymbelino, figlio di Tenvanzio, un potente guerriero che crebbe alla corte di Augusto. Ebbe due figli: Guiderio e Arvirargo. Guiderio successe al padre, ma morì nelle prime fasi dell'invasione romana della Britannia, voluta dall'imperatore Claudio.
La narrazione di Goffredo fu incorporata nelle Cronache di Raphael Holinshed (1577), da cui William Shakespeare trasse spunto per il suo Cimbelino. Sotto l'influenza della sua malvagia seconda moglie, il re proibì alla figlia Imogen di sposare Postumo Leonato, un uomo ricco di umili natali, preferendo darla al suo rozzo figliastro Cloten. Dopo gelosie, contrasti e una guerra contro Roma, provocata ancora una volta dalle trame della regina, tutto tornò alla normalità: Roma e Britannia fecero la pace, Cymbeline si riunì coi figli Guiderio e Arvirago e Imogen si riconciliò con Postumo.
Nell'odierna Inghilterra esiste un gruppo di villaggi nel Buckinghamshire porta il nome di Kimbles, che si dice provenga proprio da quello di Cunobelino.